# Canalillo

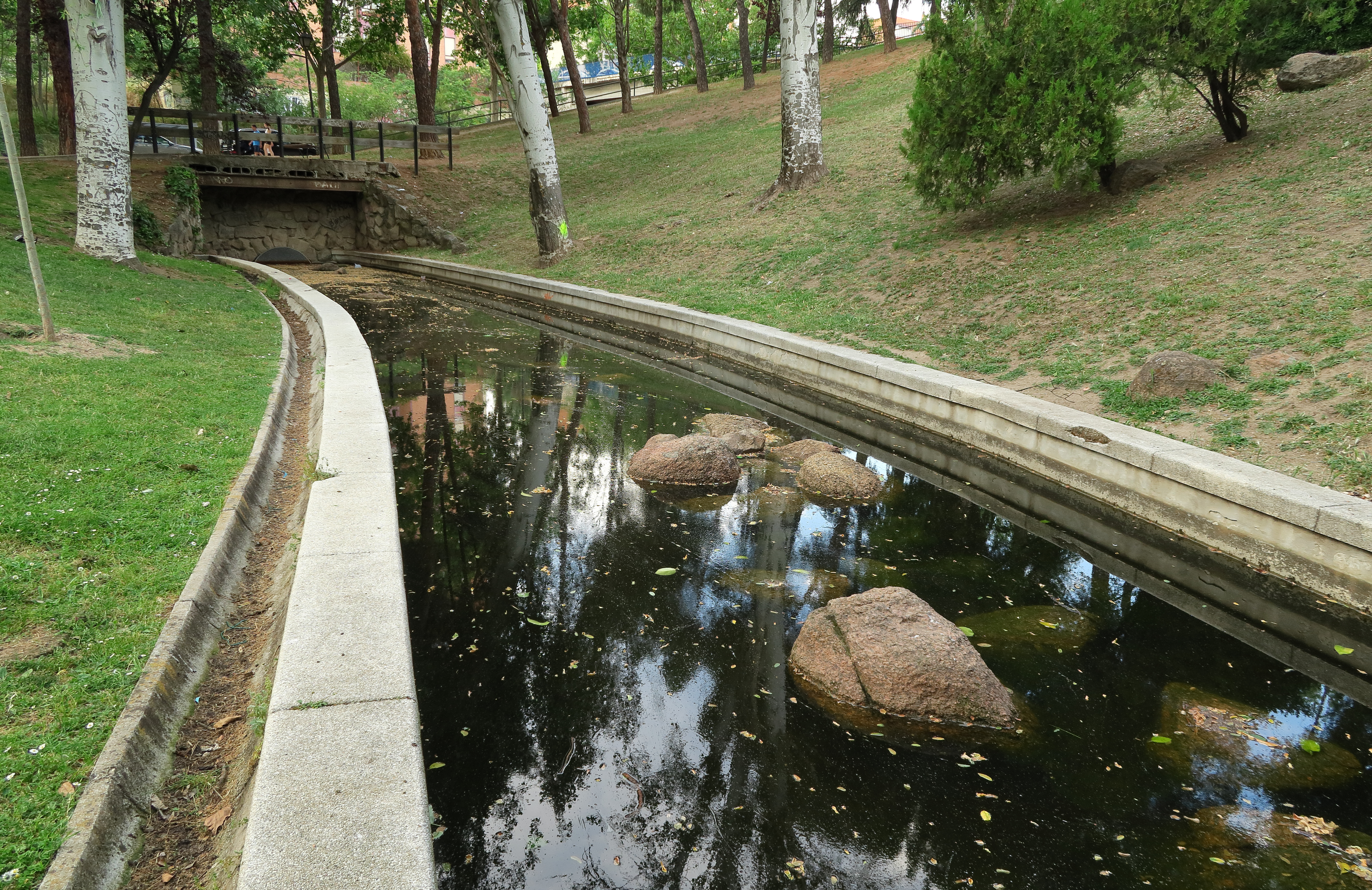
Restos del Canalillo conservados en el Parque de Francos Rodríguez.

El Canalillo fue un canal de riego a cielo abierto, alimentado con aguas de la cuenca del río Lozoya, dentro del conjunto de conducciones del Canal de Isabel II de Madrid. Construido a partir de 1868, siguiendo el proyecto del ingeniero Juan de Ribera Piferrer, a su llegada a la ciudad se dividía en dos acequias de riego, la acequia del Norte que entraba por la Dehesa de la Villa y se extendía hacia el Oeste, y la acequia del Este con una prolongación hacia el Sur, que regaba las huertas, alfares y tejares de ese sector suroriental de Madrid. Escritores como Galdós, Pío Baroja y Juan Ramón Jiménez, le dedicaron pasajes de sus obras.

## Historia
Una vez inaugurado y puesto en funcionamiento el Canal de Isabel II, se propuso un plan de aprovechamiento del agua sobrante, que en principio se vertía al arroyo Cantarranas y desde ahí al río Manzanares. Para remediar ese desperdicio se inició en 1868 la construcción de la acequia de riego del Canal de Isabel II, popularmente conocida como “canalillo” o El Canalillo. El conjunto fue diseñado por el ingeniero Juan de Ribera (que trabajaba en el proyecto desde 1863), autor del canal y del primer depósito de la infraestructura hidráulica con la que se regarían las en aquel entonces numerosas huertas que había en los aledaños de los Ensanches y las Rondas. partían de la denominada Casa Partidor (ubicada en el entorno de lo que luego sería la Avenida de la Reina Victoria, junto al hospital de la Cruz Roja) y fueron proyectadas como paseos arbolados de álamos, moreras, acacias, castaños de Indias y negrillos para sombrear el canal y evitar la evaporación del curso de agua.

## Obra
Las acequias, construidas de ladrillo, con una anchura de 2,06 metros en superficie y de 1,23 en su fondo, y una profundidad aproximada de un metro, fueron diseñadas con un desnivel de 1:5000 que daba a la corriente de agua una velocidad de 62 cm/segundo, para evitar légamos y obstrucciones. En su conjunto alcanzaron una longitud de 12'57 leguas (unos 18 kilómetros). Ambas conducciones partían de la Casa Partidor que se encontraba fuera de la ciudad decimonónica, en el paraje que luego ocuparía el cruce de las calles de Pablo Iglesias y San Francisco de Sales.

## La acequia del Norte

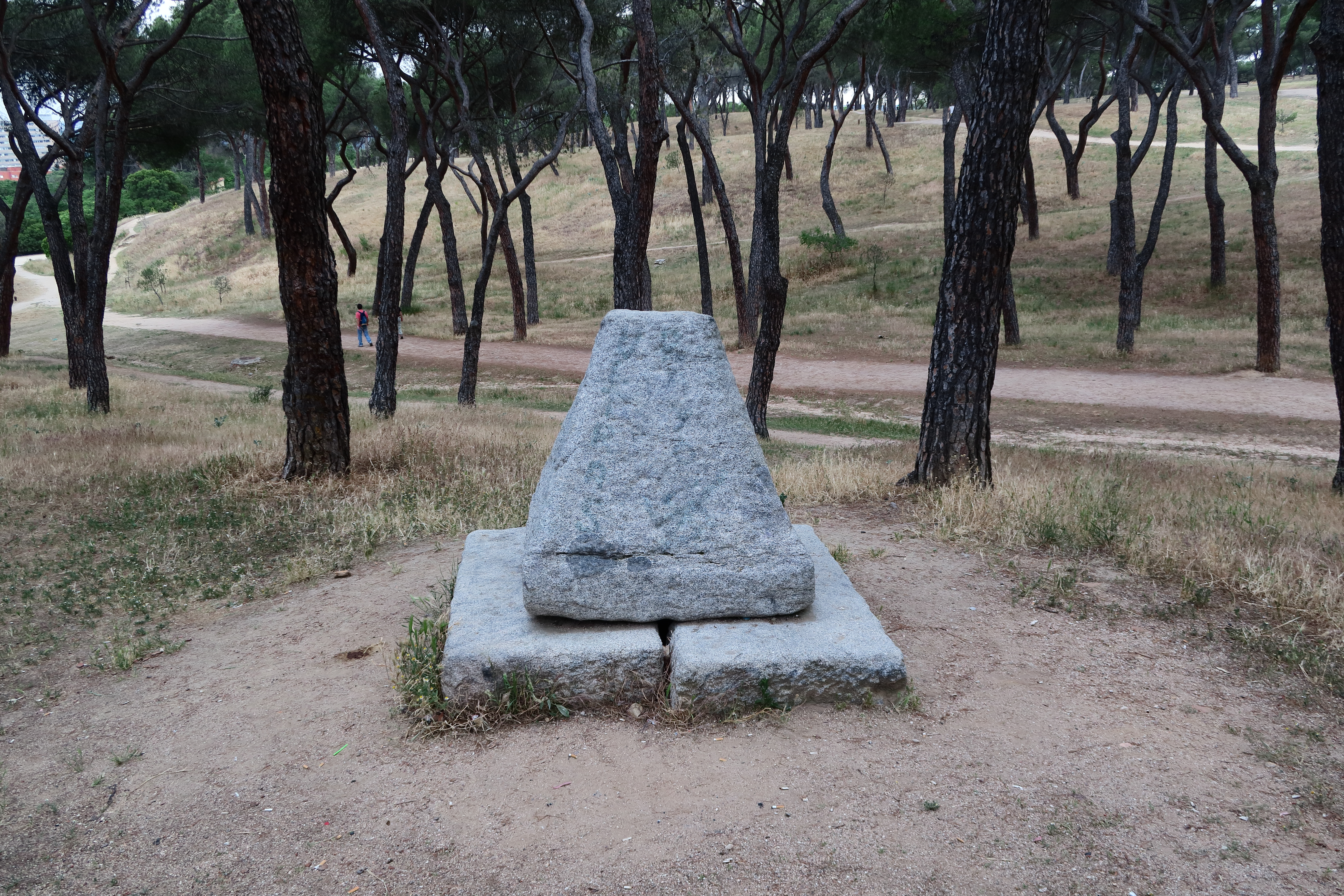
Capirote de la acequia del Norte en la Dehesa de la Villa.

La Acequia del Norte (o del Oeste), alcanzaba una longitud de 5.978 metros y un total de cinco «casas de guardas». Su trazado seguía desde el Partidor las calles de Pablo Iglesias, Vivero y Almansa, y tras pasar por debajo de los arcos del acueducto de Amaniel se dirigía hacia la Dehesa de la Villa, por el paseo de Juan XXIII, la avenida de las Moreras y la calle del Valle de Arán. Tras un amplio recorrido por la Dehesa (aun conservado en forma de paseo para caminantes), llegaba por la calle de Sinesio Delgado hasta la de Villaamil donde se vertía en el arroyo del Obispo, afluente del arroyo de Peña Grande y este a su vez del arroyo del Fresno, tributario del Manzanares a la altura del Hipódromo de la Zarzuela.

## La acequia del Este
Se diferencian dos canales en la acequia suroriental, que en su conjunto recorría unos 16 kilómetros de longitud, con 10 puentes elevados para peatones, animales y vehículos, 12 puentes o acueductos menores, 10 alcantarillas y 9 sumideros. El primer canal en construirse fue la nombrada en algunos estudios acequia del sur que, saliendo de la Casa Partidor, pasaba por los parajes que luego albergarían el Instituto Geográfico y la Delegación de Hacienda, y rodeando el desaparecido cementerio de San Martín (luego ocupado por el estadio de Vallehermoso) desaguaba tras un recorrido de unos cinco kilómetros en el arroyo de San Bernardino, afluente del río Manzanares. Este no era su proyectado trazado, y su remate en San Bernardino fue obligado por desacuerdos entre el Ayuntamiento y el Canal de Isabel II, relacionados con el plan de ensanche de Madrid (Plan Castro).
Ello llevó a la necesidad de construir un canal entubado de 769 metros de largo entre el Partidor y la calle de Ponzano donde salía a cielo abierto la llamada acequia del Este. Su largo recorrido, siguiendo las curvas de altitud en función del desnivel necesario para su flujo, rodeaba el antiguo Hipódromo por el norte de lo que luego sería AZCA, regresaba hacia el sur por el lado de los Nuevos Ministerios) y salvaba la vaguada de la Castellana a la altura del inicio de la ya entonces calle de López de Hoyos. Sin llegar a penetrar en Prosperidad, continuaba culebreando por la calle Vitruvio (regando en ese tramo el jardín de la Residencia de Estudiantes), cruzaba las de María de Molina y el General Oraá, seguía por Diego de León hasta cruzar la ronda norte del Ensanche, en el límite del que luego sería señorial barrio de Salamanca. Llegaba así al populares barrio hortelano de la Guindalera; descendía hacia el subcauce del Arroyo Abroñigal y corría paralelo a él (hoy M 30) regando los antiguos huertos y viveros del ya desaparecido camino de Canillas, en el terreno luego ocupado por parte del Parque de las Avenidas. Sin llegar a pasar a los términos de Canillejas y Hortaleza, el canalillo del Este, tras recorrer unos diez kilómetros, desembocaba en el Abroñigal.

## Desaparición
Conforme fue avanzando el siglo xx, las acequias del Canalillo fueron desapareciendo para dejar paso a la urbanización de nuevos barrios de Madrid. Como vías de riego se cerraron en 1967. Se conservan algunos tramos restaurados: en la Dehesa de la Villa (con un gran tramo convertido en senda para peatones y ciclistas) y un breve canal estancado en el parque de Francos Rodríguez; y el que adorna como un recurso decorativo el jardín del recinto de la Residencia de Estudiantes.

## En la Literatura
Benito Pérez Galdós, en el capítulo séptimo de su novela Tristana, describiendo la vida emocional de la protagonista, lo sitúa en este paisaje:

Algo se asustaba Tristana, sin llegar a sentir terror ni a creer al pie de la letra en las fieras amenazas de su dueño, cuyos alardes de olfato y adivinación estimaba como ardid para dominarla. La tranquilidad de su conciencia dábale valor contra el tirano, y ni aun se cuidaba de obedecerle en sus infinitas prohibiciones. Aunque le había ordenado no salir de paseo con Saturna, se escabullía casi todas las tardes; pero no iban a Madrid, sino hacia Cuatro Caminos al Partidor, al Canalillo o hacia las alturas que dominan el Hipódromo; paseo de campo, con meriendas las más de las veces, y esparcimiento saludable.
Benito Pérez GaldósTristana (1892)

También el escritor de la Generación del 98, Pío Baroja, menciona el Canalillo madrileño, cuando, en las últimas páginas de la novela El árbol de la ciencia, el autor describe la vida diaria de Andrés, el protagonista, y su compañera, Lulú: 

Estaba cada vez más a gusto y temía que esa paz se desmoronase en cualquier momento. En verano salían casi todos los días al anochecer. Al concluir su trabajo, Andrés iba a buscar a Lulú a la tienda, dejaban en el mostrador a la muchacha y se marchaban a corretear por el canalillo o la Dehesa de Amaniel. Otras noches entraban a los cinematógrafos de Chamberí...
Pío Baroja El árbol de la ciencia (1911)

También Miguel de Unamuno, asiduo visitante de la Residencia de Estudiantes, de sus paseos por la colina de los chopos dejó estas palabras:

Aquí, en esta altura, pasa un canalillo y en sus bordes unos chopos apenas si se estremecen.
Unamuno "Desde alturas de tierra", El Sol, 18 de agosto de 1932